# Fernand Ouellette
Ne doit pas être confondu avec Fernand Ouellet.
Fernand Ouellette, né à Montréal le 24 septembre 1930, est un poète, romancier et essayiste québécois. Il a reçu de nombreux prix, dont trois fois le Prix littéraire du Gouverneur général. Il est officier de l'Ordre national du Québec et médaillé de l'Académie des lettres du Québec. Il a aussi travaillé à la production et à la réalisation d'émissions culturelles pour la Société Radio-Canada.

## Biographie

### Jeunesse
Fernand Ouellette est le fils de Cyrille Ouellette et de Gilberte Chalifour. Il est né le 24 septembre 1930 à Montréal. Il commence des études classiques au Collège Séraphique d’Ottawa en 1943, et obtient une licence en sciences sociales de l’Université de Montréal en 1952. Il épouse Lisette Corbeil (1931–2014) en 1955. De leur union naissent trois enfants: Sylvie, en 1958, Andrée, en 1960 et Jean (1962–2004).

### Carrière
Fernand Ouellette publie son premier livre de poèmes en 1955, Ces anges de sang aux Éditions de l'Hexagone, sous le patronage de celui qu'Ouellette considère comme son maître en poésie, l'écrivain français Pierre Jean Jouve,. Il correspond également avec une autre de ses influences, l'écrivain américain Henry Miller, ainsi qu'avec le poète Robert Marteau, l’essayiste André Belleau, et les écrivains de la revue Liberté,. Il est l'auteur d'une vingtaine de recueils de poésie, la plupart parus aux Éditions de l'Hexagone, d'une quinzaine d'essais, ainsi que de quelques romans, biographies, essais autobiographiques, et anthologies de ses poèmes.
À partir de 1955, il rédige plusieurs textes sur des écrivains pour Radio-Canada, et de 1960 à 1991, il est producteur et réalisateur d’émissions culturelles. Entre 1958 et 1964 il fera quelques commentaires de films pour l’Office national du film du Canada. Il cofonde la revue Liberté en 1958, et en devient le rédacteur en chef en 1961. De 1979 à 1985, il y tient une chronique sur l’art et les peintres, « Lectures du visible », point de départ d’un ouvrage sur la peinture intitulé Commencements, paru en 1992. Il cofonde également, en 1972, la Rencontre québécoise internationale des écrivains, dont il s’occupe jusqu'en 1979.
Fernand Ouellette est membre de la Commission d’enquête sur l’enseignement des arts au Québec de 1966 à 1968, à titre de chercheur et d'écrivain, et travaille avec le sociologue Marcel Rioux à la rédaction du premier tome du rapport,.
Comme plusieurs de ses comparses, Ouellette avait rejeté la religion dans les années 1960, mais il renoue avec elle au tournant des années 2000. Cette reconversion marque la suite de son œuvre. Il fonde en 1997, aux Éditions Fides, la collection de textes  « L’Expérience de Dieu », « consacrée aux mystiques d'Occident et aux maîtres spirituels ». ll publie en 1998 l’Expérience de Dieu avec Dina Bélanger. Paraissent également deux essais, Dans l’éclat du Royaume et Le Chemin de la Croix. De 1992 à 1996, il rédige Je serai l’Amour, trajets avec Thérèse de Lisieux. En 2001, il publie Autres trajets avec Thérèse de Lisieux et l’Expérience de Dieu avec Thérèse de Lisieux. En 2002, un troisième volume de son autobiographie intitulé : Le Danger du divin, traite entre autres de sa reconversion. À la suite du décès de son épouse en 2014, il publie en 2017 le recueil Où tu n'es plus, je ne suis nulle part, qui lui rend hommage.

### Reconnaissance et collaborations
Ouellette a remporté de nombreux prix et reçu plusieurs honneurs. Il a reçu le Prix littéraire du Gouverneur général à trois reprises, en 1970 pour Les Actes retrouvés, qu'il a refusé, ainsi qu'en 1985 pour Lucie ou un midi en novembre et en 1987 pour Les Heures. En 1967, il a reçu le prix Prix France-Québec pour sa biographie de d'Egard Varèse et en 1972 le Prix France-Canada pour Poésie,. Il est également récipiendaire, en 1987, du Prix Athanase-David pour l'ensemble de son œuvre. La même année, il remporte le Grand Prix de poésie du Journal de Montréal. En 1991, il se voit décerner le Prix Suisse-Canada en 1994, le Prix Ludger-Duvernay et le Prix Gilles-Corbeil en 2002,,. Il remporte également le Prix Alain-Grandbois de l'Académie des lettres du Québec en 2006 pour L'inoubliable et le Prix Senghor en 2008,. Il devient membre d’honneur de l’Union des écrivains du Québec en 1997. Il est fait Chevalier de l'Ordre national du Québec en 2005, puis Officier en 2016. En 2010 il reçoit la Médaille annuelle de l'Académie des lettres du Québec pour l'ensemble de son œuvre.
L'œuvre de Ouellette inspire de nombreux compositeurs, scénaristes et artistes visuels, avec qui il collabore. En 1963, il écrit le scénario et propose des poèmes de son recueil Le Soleil sous la mort à Psaume pour abri, la cantate radiophonique de Pierre Mercure. Les compositeurs Gilles Tremblay, François Morel, André Prévost, Denis Gougeon, Philippe Leroux, Silvio Palmieri, Pierre Simard et Jean-Charles Côté, vont aussi s'inspirer de ses poèmes. En 1966, il est conseiller musical pour le film YUL 871 de Jacques Godbout. Il crée aussi des livres d’art en collaboration avec les peintres Christian Gardair, Fernand Toupin, Léon Bellefleur, Mario Merola, Gérald Tremblay et Jean-Paul Jérôme.
Le fonds d'archives de Fernand Ouellette est conservé au centre de Bibliothèque et Archives Canada.

## Œuvres

### Poésie
- Ces anges de sang, Montréal, L'Hexagone, 1955, 30 p.
- Séquences de l'aile, Montréal, L'Hexagone, 1958, 53 p.
- Le Soleil sous la mort, Montréal, L'Hexagone, 1965, 64 p.
- Dans le sombre, suivi de le Poème et le poétique, Montréal, L'Hexagone, 1967, 91 p.
- Poésie (1953-1971) suivi de le Poème et le poétique, Montréal, L'Hexagone, 1972, 283 p.
- Errances, Montréal, Éditions Bourguignon, 1975, 18 p.
- Ici, ailleurs, la lumière, Montréal, L'Hexagone, 1977, 93 p.
- À découvert, Montréal, Éditions Parallèles, 1979.
- En la nuit, la mer (1972-1980), Montréal, L'Hexagone, 1981, 205 p.  (ISBN 2-89006-185-X)
- Éveils, L'Obsidienne, Montréal, avec neuf lithographies de Léon Bellefleur, 1982.
- Les Heures, Montréal/Seyssel, L'Hexagone/Champ Vallon, 1987; Typo, 1988; Typo, 2007, 118 p.  (ISBN 289006252X)
- Au-delà du passage, Montréal, L'Hexagone, 1997, 81 p.  (ISBN 2-89006-586-3)
- Choix de poèmes (1955-1997), présentation de Georges Leroux, Montréal, coll. "du Nénuphar", Fides, 2000, 311 p.  (ISBN 2-7621-2288-0)
- L'Inoubliable, Chronique I, Montréal, L'Hexagone, 2005  (ISBN 2-89006-725-4)
- L'Inoubliable, Chronique II, Montréal, L'Hexagone, 2006  (ISBN 2-89006-726-2)
- L'Inoubliable, Chronique III, Montréal, L'Hexagone, 2007  (ISBN 978-2-89006-727-1)
- Présence du large, suivi de, Le tour ; et de, Lumières du cœur, Montréal, L'Hexagone, 2008, 85 p.  (ISBN 978-2-89006-805-6)
- L'Abrupt, Tome I, Montréal, L'Hexagone, 2009  (ISBN 978-2-89006-829-2)
- L'Abrupt, Tome II, Montréal, L'Hexagone, 2009  (ISBN 978-2-89006-830-8)
- L'Absent, Éditions du passage, illustré de 34 œuvres sur papier de Christian Gardair, Montréal, 2010.
- Sillage de l'ailleurs (choix de poèmes 1953-2008), préface de Georges Leroux, Montréal, Typo, 2010, 410 p.  (ISBN 978-2-89295-297-1)
- À l'extrême du temps (poèmes 2010-2012), Montréal, L'Hexagone, 2013, 364 p.  (ISBN 9782896480142)
- Poèmes inédits, publiés par la revue Études françaises, 2014, p. 79-94 [lire en ligne].
- Avancées vers l'invisible, Montréal, L'Hexagone, 2015, 357 p.  (ISBN 9782896480890)
- Où tu n'es plus, je ne suis nulle part (2015-2016), Montréal, Éditions du Noroît, 2017, (ISBN 9782897661038)
- Vers l'embellie, (2017-2022), Bromont, Les Éditions de la Grenouillère, 2023,  (ISBN 978-2-924758-83-0)

### Romans
- Tu regardais intensément Geneviève, Montréal, Les Quinze, 1978 ; réédition avec une présentation de Joseph Bonenfant, Montréal, Typo, 1990, 219 p.  (ISBN 2892950384)
- La Mort vive, Montréal, Les Quinze, 1980; réédition avec une présentation de Pierre Ouellet, Typo, 1992, 220 p.  (ISBN 2892950694)
- Lucie ou un midi en novembre, Montréal, Boréal, 1985, 228 p.  (ISBN 2890521338)

### Essais
- Les Actes retrouvés, Montréal, HMH, 1970, 202 p.  (ISBN 2-89406-131-5)
- Depuis Novalis, errance et gloses, Montréal, HMH, 1973; Montréal, Éditions le Noroît, 1999, 164 p.  (ISBN 2-89018-431-5)
- Écrire en notre temps, Montréal, HMH, 1979, 158 p.  (ISBN 2890451828)
- Ouvertures, Montréal/Troyes, L'Hexagone/Librairie Bleue, 1988, 207 p.  (ISBN 2890063143)
- Commencements, Montréal, L'Hexagone, 1992, 167 p.  (ISBN 2890064603)
- Les Actes retrouvés, regards d'un poète, Montréal, Coll. littérature BQ, 1996, 202 p.  (ISBN 2-89406-131-5)
- Figures intérieures, Montréal, Leméac, 1997, 332 p.  (ISBN 2-7609-6051-X)
- Je serai l'Amour: trajets avec Thérèse de Lisieux, Montréal, Fides, 1996, 430 p.  (ISBN 2-7621-1923-5)
- En forme de trajet, Montréal, Éditions du Noroît, 1996, 195 p.  (ISBN 2-89018-340-8)
- Dans l'éclat du royaume, dessins de Mario Merola, Montréal, Fides, 1999, 250 p.  (ISBN 2-7621-2119-1)
- Le Chemin de la croix, Fides, 2000, 102 p.  (ISBN 2-7621-2193-0)
- Autres trajets avec Thérèse de Lisieux, Montréal, Fides, 2001, 182 p.  (ISBN 2-7621-2350-X)
- Le Danger du divin, Montréal, Fides, 2002, 248 p.  (ISBN 2-7621-2443-3)
- Instants d'une quête, Montréal, Fides, 2007, 249 p.  (ISBN 978-2-7621-2765-2)

### Biographies
- Visages d'Edgard Varèse, Montréal, L'Hexagone, 1959, 53 p.
- Edgard Varèse, Montréal, Seghers, 1966, 285 p.
- Edgard Varèse : précédée de Varèse, l'exception, Paris, éditions Christian Bourgeois, 1989, 342 p. (ISBN 978-2-26700-810-4)

### Autobiographie
- Journal dénoué, Montréal, Les Presses de l'Université de Montréal, 1974 ; réédition avec une présentation de Gilles Marcotte, Montréal, Typo, 1988, 263 p.  (ISBN 2892950171)

## Prix et honneurs
- 1967 : Lauréat du Prix France-Québec pour son ouvrage biographique Edgard Varèse[2]
- 1970 : Lauréat du Prix littéraire du Gouverneur général pour "Les Actes retrouvés" (refusé)[9]
- 1972 : Lauréat du Prix France-Canada, Poésie (poèmes 1953-1971)[1]
- 1974 : Lauréat du Prix de la revue Études françaises pour Journal dénoué[2]
- 1985 : Lauréat du Prix littéraire du Gouverneur général, Lucie ou un midi en novembre[9]
- 1986 : Membre du Cercle des bâtisseurs Molson de la ville de Laval[1]
- 1987 : Lauréat du Prix Athanase-David[10]
- 1987 : Lauréat du Prix littéraire du Gouverneur général, Les Heures[9]
- 1987 : Lauréat du Grand Prix de poésie du Journal de Montréal[2]
- 1988 : Lauréat du Premier grand prix francophone de la ville de Troyes[1]
- 1991 : Lauréat du Prix Suisse-Canada[2]
- 1994 : Lauréat du Prix Ludger-Duvernay[11]
- 1997 : Membre d’honneur de l’Union des écrivains du Québec[2]
- 2002 : Lauréat du Prix Gilles-Corbeil[3]
- 2005 : Chevalier de l'Ordre national du Québec[12]
- 2006 : Lauréat du Prix Alain-Grandbois de l'Académie des lettres du Québec pour L'inoubliable[2]
- 2008 : Lauréat du Prix Senghor (Grand Prix international de poésie de langue française Léopold-Sédar-Senghor)[11]
- 2008 : Nommé membre honoraire de la revue Le Sabord[16]
- 2009 : Lauréat du Grand Prix du Salon International des Poètes Francophones au Bénin[2]
- 2010 : Médaille annuelle de l'Académie des lettres du Québec pour l'ensemble de son œuvre[13]
- 2016 : Officier de l'Ordre national du Québec[12]
- Membre honoraire de la Société littéraire de Laval[17]